# Goodbye Cruel World
| 전문가 평가                   | 전문가 평가 |
| 평가 점수                     | 평가 점수   |
| 출처                          | 점수        |
| ----------------------------- | ----------- |
| AllMusic                      | [ 1 ]       |
| Blender                       | [ 2 ]       |
| Chicago Tribune               | [ 3 ]       |
| Encyclopedia of Popular Music | [ 4 ]       |
| Entertainment Weekly          | B           |
| Mojo                          | [ 6 ]       |
| Q                             | [ 7 ]       |
| The Rolling Stone Album Guide | [ 8 ]       |
| Sounds                        | [ 9 ]       |
| Uncut                         | [ 10 ]      |
| The Village Voice             | B+          |

《Goodbye Cruel World》는 영국의 싱어송라이터 엘비스 코스텔로의 아홉 번째 스튜디오 음반이자 그의 후원 밴드인 어트랙션스와 함께한 여덟 번째 스튜디오 음반이다. 1984년 영국의 F-비트 레코드와 미국의 컬럼비아 레코드에서 발매되었다.

## 배경
특히 코스텔로와 베이시스트 브루스 토머스 사이의 밴드 내 긴장이 알려지기 시작했고, 코스텔로는 《Goodbye Cruel World》를 녹음하기 직전에 은퇴와 그룹 해체를 발표했다.
코스텔로는 자신의 공식 웹사이트에 다음과 같이 썼다.
| “ | "처음 시작할 때와는 다르게 새로운 발매를 위해 우리가 정말로 공격받았던 첫 번째는 《Goodbye Cruel World》였고, 솔직히 말해서 저는 그것이 좋은 레코드가 아니라는 것을 알고 있었습니다... 제가 유혹을 받은 건 그것뿐이었어요. 저는 그것에 전념했습니다. 저는 그것을 발표하지 않기 위해 너무 많은 돈을 썼고, 균형 있게 제가 스튜디오에서 틀렸던 좋은 점들이 아마도 제가 프로덕션에서 일어나도록 허락했던 나쁜 일들보다 더 크다고 생각했습니다. 그것은 클라이브 랭거가 최선을 다하기 위해 노력한 것에서 어떤 것도 방해하지 않습니다. 제 말은, 저는 그것이 우리가 스튜디오에 들어가기 전에 제가 만들 마지막 음반이라고 그들에게 발표했어요. 모든 이상한 개인적인 이유로 그만두기로 결심했어요... 저는 다른 많은 것들에 대해 매우 낙담했고, 저는 정말로 이 하나의 레코드를 하고 싶다고 결심했습니다. 그리고 저는 그들에게 그들이 실제로 하지 않을 레코드를 만들라고 요청했습니다. 그것은 본질적으로 '실황하는 스튜디오' 레코드였습니다. 그리고 나서 우리는 그것에 대해 용기를 잃었고 어쨌든 그들이 하는 종류의 생산으로 조금씩 되돌아가기 시작했습니다. 하지만 그 피해는 이미 끝났고, 우리는 포크 록 음반을 녹음하기 시작했습니다. 원래 듣기에 이렇습니다. 믿을 수 없을 정도로 고통스럽고 진실된 노래인 〈Home Truth〉와 같은 좀 더 소울풀한 노래에서 들을 수 있습니다. 저는 클라이브 랭거의 삶을 불가능하게 만들었고, 제작 실패에 대한 모든 책임을 지게 되었습니다. 왜냐하면 저는 그들에게 한가지 일을 부탁하고 또 다른 일을 부탁했고, 15분마다 제 마음을 바꿔서 밴드의 모든 사람들을 미치게 만들었기 때문입니다. 그리고 기본적으로 정말 좋은 노래들이 많이 나오는 것을 실행하는 측면에서 여러분이 할 수 있는 한 실수만 하는 것입니다." | ” |

이 음반에 대한 코스텔로의 부정적인 의견에도 불구하고, 그는 1983년 쇼 《나이트무브스》의 인터뷰에서 이 음반을 "우리가 만든 음반 중 가장 좋은 음반"이라고 언급했다.

## 곡 목록
모든 곡들은 특별한 언급이 없는 한 엘비스 코스텔로에 의해 작사/작곡하였다.
| #  | 제목                       | 재생 시간 |
| -- | -------------------------- | --------- |
| 1. | 〈The Only Flame in Town〉 | 4:01      |
| 2. | 〈Home Truth〉             | 3:12      |
| 3. | 〈Room with No Number〉    | 4:13      |
| 4. | 〈Inch By Inch〉           | 2:29      |
| 5. | 〈Worthless Thing〉        | 3:04      |
| 6. | 〈Love Field〉             | 3:26      |

| #  | 제목                    | 작사·작곡               | 재생 시간 |
| -- | ----------------------- | ----------------------- | --------- |
| 1. | 〈I Wanna Be Loved〉    | 파넬 젠킨스             | 4:47      |
| 2. | 〈The Comedians〉       |                         | 2:36      |
| 3. | 〈Joe Porterhouse〉     |                         | 3:29      |
| 4. | 〈Sour Milk Cow Blues〉 |                         | 2:50      |
| 5. | 〈The Great Unknown〉   | 코스텔로, 클라이브 랭거 | 3:00      |
| 6. | 〈The Deportees Club〉  |                         | 2:54      |
| 7. | 〈Peace in Our Time〉   |                         | 4:06      |